# The Black Eyed Peas Experience
The Black Eyed Peas Experience é um jogo de video-game musical desenvolvido e distribuído pela Ubisoft para o Nintendo Wii e desenvolvido pela iNiS para o Xbox 360.

## Gameplay
O jogo é similar ao popular jogo para Wii, o game Just Dance, onde o jogador dança, mimicamente e coreograficamente, repetindo os movimentos que aparecem na tela e recolhendo pontos baseado em sua performance. A versão para Wii usa um estilo bastante similar ao do jogo Just Dance 3, enquanto na versão do Xbox 360 os gráficos são atualizados de acordo com o tipo de dança, para ser repetido com os mesmos movimentos em uma certa quantidade de tempo.

## Recepção
James Newton, do KINECTaku deu nota 8 de 10 ao jogo dizendo "Apesar de algumas falhas, o jogo The Black Eyed Peas Experience consegue ser muito animador e bastante divertido".
A Metacritic.com combinou as avaliações de vários reviews independentes do jogo, lhe dando uma nota 65 de 100. Muitos críticos notaram que o jogo é aparentemente mais agradável aos próprios fãs do grupo.
Frank Kerner, do Geek Preview deu uma nota 7.1 de 10. Em resposta aos gráficos, o jogo é citado com a frase "Enquanto os sets de música, os clubes, e qualquer coisa que seja voltada à dança, é realmente incrível e futurista, apesar de todo o gráfico que deveria ser um pouquinho mais polido."

## Trilha Sonora
As músicas a seguir são inclusas no jogo.
| Título da Música                            | Ano  | Xbox 360                                       | Dificuldade  | Wii                                | Dificuldade | Esforço |
| ------------------------------------------- | ---- | ---------------------------------------------- | ------------ | ---------------------------------- | ----------- | ------- |
| "Boom Boom Pow"                             | 2009 | Sim                                            | Casual       | Sim                                | 3           | 2       |
| "Cali to New York (feat. De la Soul)"       | 2000 | Sim                                            | Skilled      | Não                                |             |         |
| "Disco Club"                                | 2005 | Sim                                            | Legendary    | Sim                                | 2           | 1       |
| "Don't Lie"                                 | 2005 | Sim                                            | Casual       | Sim                                | 1           | 1       |
| "Don't Phunk with My Heart"                 | 2005 | Sim                                            | Casual       | Sim                                | 1           | 1       |
| "Don't Stop the Party"                      | 2010 | Sim                                            | Skilled      | Sim                                | 2           | 3       |
| "Dum Diddly"                                | 2005 | Sim                                            | Skilled      | Sim                                | 2           | 3       |
| "Everything Wonderful (feat. David Guetta)" | 2010 | Sim                                            | Professional | Sim                                | 2           | 3       |
| "Fashion Beats"                             | 2010 | Sim                                            | Professional | Sim                                | 1           | 1       |
| "Hey Mama"                                  | 2004 | Sim                                            | Professional | Sim                                | 2           | 2       |
| "I Gotta Feeling"                           | 2009 | Sim                                            | Skilled      | Sim                                | 2           | 2       |
| "Imma Be"                                   | 2009 | Sim                                            | Casual       | Sim                                | 3           | 2       |
| "Imma Be" (Fast Version)                    | 2009 | Sim                                            | Legendary    | Não                                |             |         |
| "Just Can't Get Enough"                     | 2010 | Sim                                            | Casual       | Sim                                | 2           | 2       |
| "Let's Get It Started "                     | 2004 | Sim                                            | Skilled      | Sim                                | 2           | 3       |
| "Light Up the Night"                        | 2010 | Sim (apenas com a edição especial ou como DLC) | Professional | Sim (apenas com a edição especial) | 3           | 3       |
| "Love You Long Time"                        | 2010 | Sim                                            | Legendary    | Não                                |             |         |
| "Meet Me Halfway"                           | 2009 | Sim                                            | Skilled      | Sim                                | 2           | 1       |
| "My Humps"                                  | 2005 | Sim                                            | Casual       | Sim                                | 2           | 1       |
| "My Style (feat. Justin Timberlake)"        | 2005 | Sim                                            | Professional | Sim                                | 1           | 1       |
| "Pump It"                                   | 2005 | Sim                                            | Casual       | Sim                                | 2           | 3       |
| "Rock That Body (feat. Victoria Cape)"      | 2009 | Sim                                            | Skilled      | Sim                                | 3           | 2       |
| "Shut Up"                                   | 2004 | Sim                                            | Skilled      | Sim                                | 2           | 1       |
| "Showdown"                                  | 2009 | Sim                                            | Skilled      | Não                                |             |         |
| "Smells Like Funk"                          | 2004 | Sim                                            | Legendary    | Não                                |             |         |
| "Someday"                                   | 2010 | Sim (apenas com a edição especial ou como DLC) | Casual       | Sim (apenas com a edição especial) | 1           | 1       |
| "Take It Off"                               | 2010 | Sim                                            | Skilled      | Sim                                | 2           | 1       |
| "The Best One Yet (The Boy)"                | 2010 | Sim                                            | Professional | Sim                                | 2           | 2       |
| "The Situation"                             | 2010 | Sim                                            | Skilled      | Não                                |             |         |
| "The Time (Dirty Bit)"                      | 2010 | Sim                                            | Professional | Sim                                | 2           | 2       |
| "They Don't Want Music (feat. James Brown)" | 2005 | Sim (disponível apenas como DLC)               | Skilled      | Sim                                | 2           | 3       |
| "Whenever"                                  | 2010 | Sim                                            | Skilled      | Sim                                | 1           | 1       |

## Conteúdo Extra (Exclusivo para Xbox 360)
As músicas a seguir são disponíveis apenas para compra na Xbox Live Marketplace por 240 Microsoft Points cada.
| Título da Música         | Artista                                      | Data de Lançamento     |
| ------------------------ | -------------------------------------------- | ---------------------- |
| "Bebot"                  | "The Black Eyed Peas"                        | 8 de Novembro de 2011  |
| "Where Is the Love?"     | "The Black Eyed Peas"                        | 13 de Dezembro de 2011 |
| "Nothing Really Matters" | "David Guetta (feat. will.i.am)"             | 13 de Dezembro de 2011 |
| "Champagne Showers"      | "LMFAO"                                      | 13 de Dezembro de 2011 |
| "They Don't Want Music"  | "The Black Eyed Peas (feat. James Brown)"    | 10 de Janeiro de 2012  |
| "Do It Like This"        | "The Black Eyed Peas"                        | 10 de Janeiro de 2012  |
| "Like A G6"              | "Far East Movement feat. Dev & The Cataracs" | 27 de Março de 2012    |
| "Mirrors"                | "Natalia Kills"                              | 10 de Abril de 2012    |
| "Pon de Floor"           | "Major Lazer"                                | 10 de Abril de 2012    |
| "Poison"                 | "Nicole Scherzinger"                         | 10 de Abril de 2012    |